# Kindberg
Kindberg là một đô thị thuộc huyện Mürzzuschlag bang Steiermark, nước Áo. Đô thị Kindberg có diện tích 41,54 km², dân số thời điểm cuối năm 2008 là 5718 người.